# Судебная психология
Суде́бная психоло́гия — раздел юридической психологии, в котором изучаются психологические проблемы, связанные с судопроизводством. В рамках судебной психологии разрабатываются проблемы судебно-психологической экспертизы, среди которых можно выделить: юридически значимые эмоциональные состояния как предмет экспертного исследования, юридическая (психологическая) составляющая вменяемости, психологические аспекты исследования беспомощного состояния потерпевших от сексуальных насильственных действий, юридически значимые психические явления как предмет экспертного психологического исследования, сравнительный анализ категорий «аффект» и «сильное душевное волнение» (широта и возможности исследования), правовые основания деятельности эксперта-психолога, алгоритм судебно-психологического экспертного исследования, методическое обеспечение деятельности психолога-эксперта, психологические аспекты возрастной вменяемости, категория «моральный вред» с позиции судебной психологии, возможности применения психологических знаний в комплексных и однородных судебных экспертизах.